# Antoine Jouhannet
Antoine Jouhannet, né le 26 mai 1871 à La Gresle (Loire) et décédé le 17 août 1949 à Roanne (Loire), est un homme politique français.

## Biographie
Employé de commerce, communiste, Antonin Jouhannet est conseiller municipal, adjoint au maire de Roanne, lorsqu'il se présente aux élections législatives de 1924, sur la liste du cartel des forces de gauche. Il est élu à la majorité absolue avec 85.251 suffrages sur 154.758 votants.
Il ne s'inscrit à aucun groupe politique mais fait partie de la commission du travail ; il prend part à la discussion du projet de loi portant fixation du budget général de l'exercice 1925 et dépose un amendement, dont la disjonction est prononcée, tendant à exonérer de la taxe sur le chiffre d'affaires les opérations réalisées par les syndicats agricoles et les sociétés coopératives.
Il se représente aux élections de 1928, dans la 2e circonscription de Roanne, où il n'obtient que 2.047 voix sur 16.282 votants et est devancé par trois autres candidats.

## Mandat

### Mandat parlementaire
- 11 mai 1924 - 31 mai 1928 : Député de la Loire

### Source
- « Antoine Jouhannet », dans le Dictionnaire des parlementaires français (1889-1940), sous la direction de Jean Jolly, PUF, 1960 [détail de l’édition]